# Ткачевський Федір Панасович
Федір Панасович Ткачевський (1904 — ?) — український радянський діяч, 1-й секретар Староушицького районного комітету КП(б)У Кам'янець-Подільської області. Депутат Верховної Ради УРСР 2-го скликання.

## Біографія
Член ВКП(б).
Перебував на відповідальній партійній роботі. До 1941 року — секретар районного комітету КП(б)У Кам'янець-Подільської області.
У 1941 році — в Червоній армії, учасник німецько-радянської війни. Після поранення направлений на навчання. У 1943 році закінчив військово-педагогічний інститут. У 1943—1944 роках — у Червоній армії.
У 1944 — після 1950 року — 1-й секретар Староушицького районного комітету КП(б)У Кам'янець-Подільської області.

## Звання
- майор.

## Нагороди
- орден Вітчизняної війни II ступеня (1.02.1945);
- орден Трудового Червоного Прапора (23.01.1948);
- медалі.